# ŽRK Vitez
Ženski rukometni klub Vitez je bosanskohercegovački rukometni klub iz Viteza. Sjedište je u ul. Matija Gupca 7, Vitez. Predsjednik je Vječeslav Blaž. Klupske su boje bijela i plava. Postoji i muška sekcija, RK Vitez.

## Vanjske poveznice
- Službene stranice
- ŽRK Vitez